# Specialist Operations
Das Direktorat Specialist Operations (SO, engl. Sonderaufgaben) ist Teil des Metropolitan Police Service in London. Auf seinem Höhepunkt hatte das Direktorat zwanzig Fachgruppen, welche für Sonderaufgaben geschaffen wurden. Die Fachgruppen wurden 1986 im Zuge der Neustrukturierung der Metropolitan Police unter Kenneth Newman geschaffen. Viele dieser Fachgruppen existierten damals bereits, zum größten Teil der C-Abteilung. Die SO werden von einem Assistant Commissioner (Assistant Commissioner of Special Operations, ACSO) geleitet. Bis 2011 leitete Cressida Dick, die heutige Met-Leiterin dieses Direktorat.

## Struktur
Das Specialist Operations besteht aus drei Kommandos (Commands), die teilweise weiter untergliedert sind. 

### Protection Command
Das Protection Command (Sicherungskommando) besteht aus drei Fachgruppen
- Specialist Protection (SO1): Bewachung von gefährdeten Regierungsmitgliedern und anderen gefährdeten Personen und von Gästen der Regierung.
- Royalty Protection (SO14): Bewachung von gefährdeten Mitgliedern der königlichen Familie. 
  - Residential Protection,
  - Personal and Close Protection
  - Special Escort Group
- Diplomatic Protection Group (SO6): Bewachung von ausländischen Missionen und Unterkünften von ausländischen Gästen der Regierung

### Counter Terrorism Command
The Counter Terrorism Command (Anti-Terror-Kommando, SO15, entstanden aus der Anti-Terrorist Branch und der Special Branch) dient der Bekämpfung von terroristischen Aktivitäten. Es ist nicht nur für London, sondern das gesamte Vereinigte Königreich zuständig. Neben polizeilichen Ermittlungen werden auch nachrichtendienstlichen Tätigkeiten, wie die verdeckte Informationsbeschaffung und die Auswertung, durchgeführt.

### Protective Security Command
Das Protective Security Command (Schutz- und Sicherheitskommando, SO2) besteht aus der Palace of Westminster Division (SO17) und der
Aviation Security Operational Command Unit (SO18). Das Kommando ist auch für die Terrorismusbekämpfung in London zuständig. 
Ihm gehört auch die Verwaltung der Specialist Operations an. 
SO17 ist für die Sicherheit im Palace of Westminster und die dazugehörigen Verwaltungsgebäude zuständig. Die Beamten des SO 17 sind unbewaffnet. Sollte bewaffnete Unterstützung notwendig werden, wird die Diplomatic Protection Group hinzugezogen. Traditionell darf im House of Commons außer dem Serjeant-at-Arms niemand eine Waffe tragen. 
SO18 ist für Flughäfen Heathrow und London City zuständig. Die anderen Flughäfen Londons liegen nicht im Amtsbezirk der Metropolitan Police. Für die Flughäfen Gatwick, Stansted und Luton sind die Sussex, Essex beziehungsweise die Bedfordshire Police zuständig. Die Gruppe besteht aus etwa 400 Polizisten. Ein Großteil ist bewaffnet.
In Heathrow war bis 1965 zunächst die Civil Aviation Authority für Polizeiaufgaben zuständig. Die Aufgaben wurden dann von der British Airports Authority Constabulary übernommen. Diese wurde zum 1. November 1974 in die Metropolitan Police überführt.

## Ehemalige Struktur
Aufgrund vieler Änderungen der Organisationsstruktur gibt es nur noch wenige der ehemaligen Special Operations-Gruppen. In der nachfolgenden Liste sind die noch bestehenden Gruppen durch Fettdruck markiert. 
- SO1 – Specialist Protection (zusammengelegt mit SO14, bildet das Protection Command)
- SO2 – Crime Support Branch/Department Support Group
- SO3 – Scenes of Crime Branch/Directorate of Forensic Services (jetzt Teil des Specialist Crime Directorate als SCD4 Forensic Services)
- SO4 – National Identification Service
- SO5 – Miscellaneous Force Indexes/Child Protection (jetzt SCD5 Child Abuse Investigation Team)
- SO6 – Fraud Squad (jetzt SCD6 Economic and Specialist Crime)
- SO7 – Serious and Organised Crime (jetzt SCD 7 Serious and Organised Crime Group)
- SO8 – Forensic Science Laboratory
- SO9 – Flying Squad (jetzt SCD7 unter gleichem Namen und mit denselben Aufgaben).
- SO10 – Crime Operations Group (jetzt SCD10 Covert Policing)
- SO11 – Criminal Intelligence Branch (jetzt: Public Order Operational Command Unit, Central Operations CO11)
- SO12 – Special Branch (zusammengelegt mit SO13, bildet das Counter Terrorism Command)
- SO13 – Anti-Terrorism Branch (zusammengelegt mit SO12)
- SO14 – Royalty Protection Branch (zusammengelegt mit SO1)
- SO15 – Counter Terrorism Command
- SO16 – Diplomatic Protection Group (Teil des Protection Command).
- SO17 – Police National Computer Bureau (jetzt Police Information Technology Organisation)
- SO18 – Aviation Security/Airport Policing (jetzt Aviation Security Operational Command Unit CO18)
- SO19 – Force Firearms Unit (jetzt Specialist Firearms Command CO19)
- SO20 – Forensic Medical Examiners Branch

## Weblink
- Metropolitan Police Specialist Operations (englisch)